# 吉野
吉野（よしの）は、大和国南部（現在の奈良県南部）一帯を指す地名。特に吉野山から大峰山にかけての山岳地帯をいう。大峰の山々は熊野まで連なり、大峰への道は修験者によって熊野から開かれた。吉野は口吉野と奥吉野に分かれる。なお、吉野は吉野山あるいは吉野宮（宮滝遺跡）を指す場合もある。

## 地理

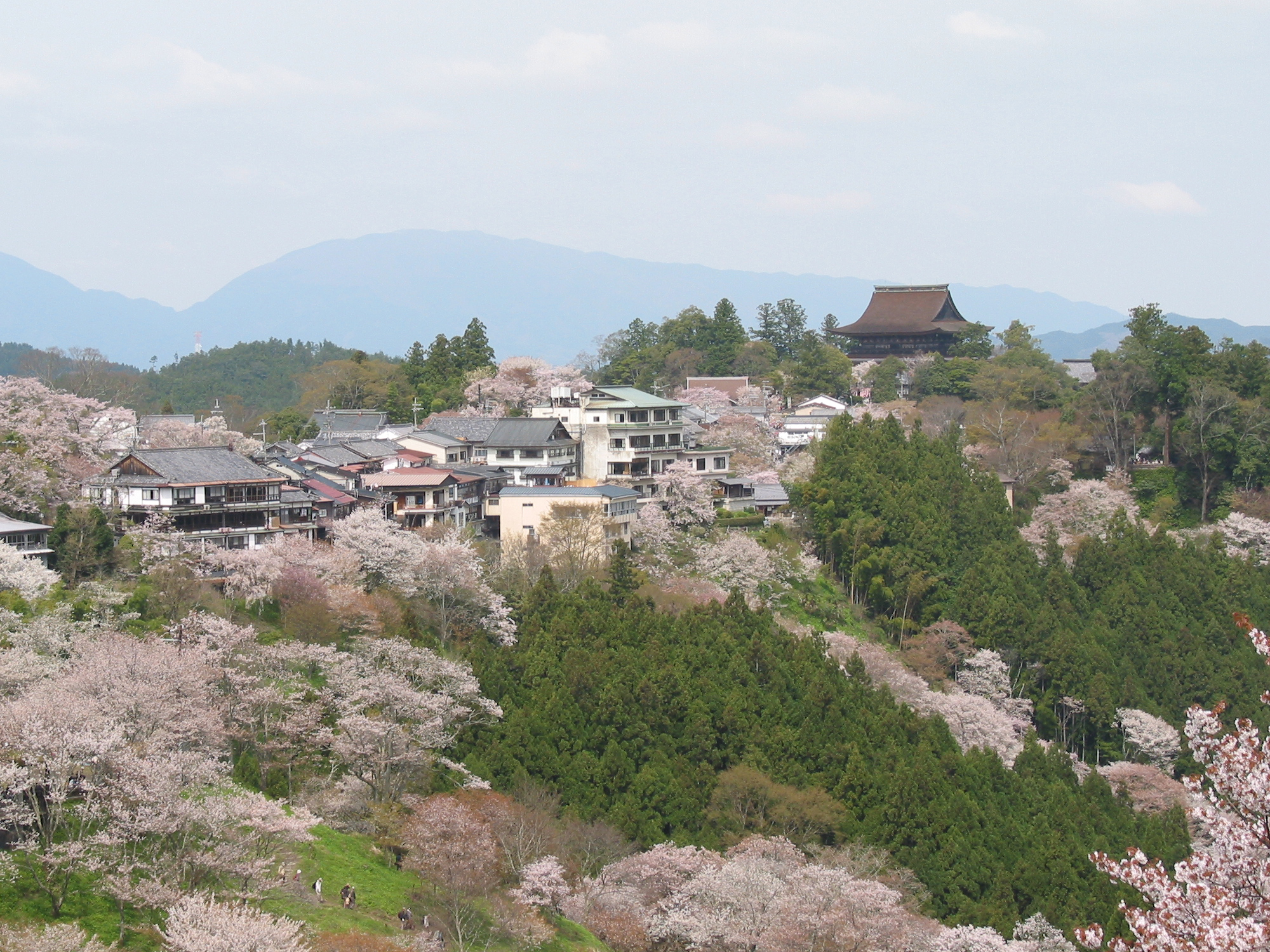
春の吉野山

紀伊半島の中部に位置し、奈良盆地の南に位置する。高地・盆地・山岳地帯が並存する。面積は神奈川県や佐賀県に匹敵する。口吉野は吉野川流域、奥吉野は十津川・北山川流域である。吉野川は紀ノ川となって紀伊水道へと流れ下り、十津川と北山川は熊野川となって熊野灘へ注いでいる。
『日本書紀』の神武紀や応神紀では大和人と異なる生活様式をもつ国栖人の居住地として描かれているが、蛮夷としてではなくむしろ畏敬の念をもって表現されている。柿本人麻呂は万葉集（巻1-36）で吉野を「国」と表現するなど、大和国の一部ながら国中や宇陀とは別の盆地状の独立した地域として捉えられていたとされる。このようなことから吉野には吉野宮が造営されたほか、奈良時代には国と郡の中間の行政単位の監が置かれたことがある（芳野監）。また、古人大兄皇子や大海人皇子（天武天皇）が落ち延びた地となり、また後醍醐天皇が南朝を開いた地となったのも吉野の地形的特徴が背景にあると考えられている。

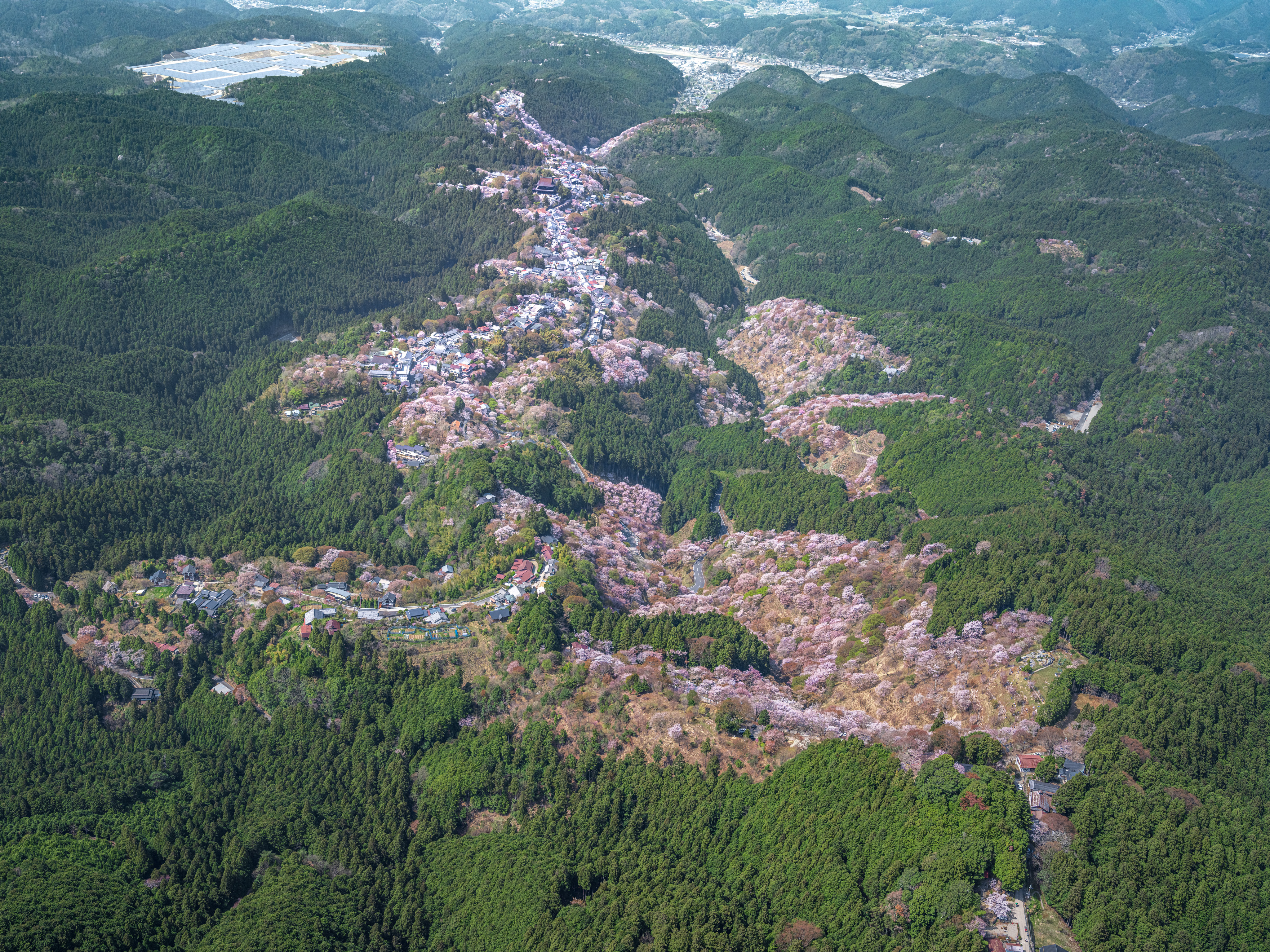
桜満開の吉野山と金峯山寺

熊野地方（三重県南部から和歌山県南東部まで）と並ぶ多雨地帯であり、台風銀座でもある。吉野杉は秋田杉や木曽檜と並んで日本三大美林一つとされ、日本有数の林業地帯となっている。
サクラの名所としても知られるが、多くは吉野の名を冠したソメイヨシノではなく、ヤマザクラの類である。
2004年には、吉野・大嶺を含む紀伊山地の霊場と参詣道が、ユネスコの世界遺産に登録された。

## 歴史

### 先史
吉野川流域からは、縄文時代から弥生時代にかけての土器や遺跡が発掘されており、この時代から人々が居住していた。現在のところ一番上流で発見されている遺跡は川上村の宮の平遺跡である。
宮の平遺跡 - 川上村の 丹生川上神社上社が、大滝ダム建設に伴い水没するため、境内の発掘調査が行われた。本殿跡では11世紀末に遡る自然石を敷き並べた祭壇跡が出土し、周辺からは縄文時代中期から後半にかけての祭祀遺跡と見られる、環状配石遺構が出土している。
また吉野川流域にも多数の古墳が作られているが、完全な形で残っているものは少ない。現在、県の史跡として保存されているものとしては、以下の古墳がある。
- 五條市：南阿田大塚山古墳
- 下市町：岡峰古墳

### 古代
吉野は芳野と表記されることもあり吉野川に続く河岸段丘の美称に由来するとされている。
記紀ではまず『日本書紀』の神武前紀に「天皇欲省一吉野之地」（天皇、吉野の地を省たまはむと欲して）との件があり、その記述から五條市阿太から吉野町国栖にかけての吉野川流域のことであるとされている。さらに人文地理学での「野」と呼ばれる地形の考察から、吉野川右岸の比曽寺周辺の呼称と考えられている。
一方、『古事記』では「吉野河の河尻」「吉野の首等（おびとら）の祖（おや）」「吉野の国巣（くづ）の祖（おや）」が登場する。
吉野河の河尻 - 河尻とは下流域や河口付近を指すが、そうなると和歌山県の紀ノ川（吉野川）河口となる。そのため江戸時代の国学者・本居宣長が『古事記伝』で「河尻」は「川上（現在の川上村）」の書き間違いだとしている。また吉野河の河尻で「阿陀の鵜養の祖」に会ったとあり、この阿陀が現在の五條市南阿田ではないかとも考えられている（南阿田には阿陀比売神社がある）。
また、「野」はしばしば遊猟の場所を意味し、娯楽だけでなく山野の精霊の持つ呪力を身に付ける儀礼的な意味もあった。
以下に吉野を訪れた天皇・貴族を列記する。
- 応神天皇 - 吉野の宮へ行幸。この時、国巣の人々が酒を天皇に贈り、歌舞を見せた。また応神天皇の行幸は日本書紀における「吉野の宮」の初見になる。（『日本書紀』巻第十〇　応神天皇一九年冬十月）
- 雄略天皇 - 吉野の宮へ行幸し狩りを楽しんだ。（『日本書紀』巻第十四　雄略天皇二年冬十月）
- 斉明天皇 - 斉明天皇2年（656年）に離宮として吉野の宮を作った。
- 古人大兄皇子 - 大化の改新後に吉野へ隠棲するが、吉備笠垂の密告により殺害された。
- 大海人皇子（後の天武天皇）
吉野の宮へ隠棲する。天智天皇が崩御ののちに、この地から挙兵する（壬申の乱）。（『日本書紀』巻第廿八）
また天武天皇となったあとの天武天皇8年（679年）にも吉野へ行幸し、皇后の鸕野讚良皇女との間にもうけた草壁皇子が次期天皇であると宣言し後継者で争わないことを誓わせた（吉野の盟約）。（『日本書紀』巻第廿九）
- 持統天皇（鸕野讚良皇女） - 頻繁に吉野の宮へ行幸している。その数は禅位後の1回を含めて32回に及ぶ。（『日本書紀』巻第卅〇）
- 文武天皇 - 吉野へ行幸した時の歌を詠んでいる。
「み吉野の　山の嵐の　寒けくに　はたや今夜も　我が独り寝む」（『万葉集』1-74）
- 元正天皇と聖武天皇が芳野（吉野の雅称）へ行幸した時の歌を笠金村が作り万葉集に収められている。（元正天皇の行幸は、万葉集6-907から6-909、聖武天皇の行幸は万葉集6-920から6-922）。

他にも万葉集には吉野を題材とした歌が数多く詠まれている。また現存する最古の日本漢詩集『懐風藻』にも吉野を題材としたものが登場する。以下に吉野を詠んだ主な歌人を列記する。
- 柿本人麻呂 - 万葉集1-36から1-39
- 山部赤人 - 万葉集6-923から927
- 大伴旅人 - 万葉集3-315から316
- 大伴家持 - 万葉集18-4098から4100

先述のように柿本人麻呂が吉野を「国」と詠むなど大和国の一部ながら盆地状の一つの独立した地域として捉えられていたとされ、奈良時代には当時の吉野地方に芳野監という特別な行政機関が置かれていたこともある。

#### 古代の吉野と信仰
仏教が伝来する以前の日本では、自然崇拝や精霊崇拝を中心とする古神道が信仰の中心であった。吉野でも、宮の平遺跡で祭壇と見られる環状配石遺構が発見されており、また竜門山の史書における初見は神仙境として登場している。
587年に蘇我馬子が排仏派の物部守屋を滅ぼした丁未の乱ののち、推古天皇2年(594年)に仏教（三宝）興隆の詔が発せられて以降、各地に寺院が建てられるようになったが、吉野においても多数の寺院が建てられている。一方で、役小角が金峰山（吉野山・大峰山）で蔵王権現を感得し、従来の山岳信仰と仏教を習合した日本独自の修験道を開き、発達していくことになる。

また859年（貞観元年）には、五穀豊穣を願うために陰陽師、滋岳川人が吉野郡の高山で、虫害除去の祭祀を行っている（三代実録巻三）。
以下に現在の吉野地方（五條市を含む）にある創建時期が奈良時代（9世紀）以前と伝えられる寺院と、『延喜式神名帳』（延長5年（927年）にまとめられた『延喜式』の巻九・十）に記載されている神社を列記する。

##### 寺院
- 金峯山寺
吉野郡吉野町吉野山にある寺院。正確な創建時期は不明であるが、開基は役小角と伝える。その後、一時途絶えていたが、平安時代に聖宝が再興して以来、吉野山には多数の寺院宝塔が建てられ、神社なども修験道の修行場として、神仏習合が行われていた。明治の神仏分離で多数の寺院が取り壊され、修行場となっていた神社は金峯山寺より独立して今日に至る。（詳しくは金峯山寺または修験道を参照）。

- 榮山寺
五條市小島町にある寺院。養老3年（719年）に藤原武智麻呂が創建したとされる。以後、藤原南家の菩提寺となり、鎌倉時代までおおいに栄えたと伝わる。境内には国宝の八角堂や梵鐘がある。また南北朝時代には南朝の行在所が置かれ、史跡「栄山寺行宮跡」に指定されている。 （詳しくは栄山寺を参照）

- 大澤寺（だいたくじ）
五條市大沢町にある寺院。正確な創建時期は不明であるが、役小角が開基した密教霊場として白鳳時代の創建と伝わる。南北朝時代の直前、元亨年間（1321-1323）に後醍醐天皇の勅願所となるが、その後は、衰退し江戸時代には荒廃して明治には無住となって一時、廃寺となっていた。（詳しくは大澤寺を参照）。

- 比蘇寺
吉野郡大淀町比曽にあった寺院。吉野寺とも呼ばれる。聖徳太子が建立した寺の一つと伝えられるが、詳しい創建の時期や由来は不明。伽藍配置や出土した古瓦などから、少なくとも飛鳥時代（7世紀後半）には存在していたようである。また本尊の由来が『日本書紀』に登場している。古くは都から吉野へ入る道の途中にあり天皇や貴族らが多く立ち寄っている。江戸時代に伽藍を縮小整備し、世尊寺となり現在に至る。かつての寺域は史跡「比曽寺跡」に指定されている。（詳しくは世尊寺 (奈良県大淀町)を参照）。

- 龍門寺
吉野郡吉野町山口にあった寺院。醍醐寺本『諸寺縁起集』に収める「龍門寺縁起」によれば、7世紀後半に義淵が「龍蓋寺（＝岡寺）」と共に国家隆泰、藤氏栄昌のために建立したと伝えられている。龍門山は古くは神仙境の地として史書に登場しており、この龍門寺には仙人がいたと伝わる。室町時代頃に廃寺となった。（詳しくは龍門寺跡を参照）。

##### 神社
宇智郡 11座小11座
- 宇智神社（五條市今井町）
- 阿陀比賣神社（五條市原町） - 創立は崇神天皇15年と伝わる。
- 荒木神社（五條市今井町）
- 丹生川神社（五條市丹原町）
- 二見神社（五條市二見町）
- 宮前霹靂神社（五條市西久留野町）
- 火雷神社（五條市御山町）- 創立は延暦19年(800年)と伝わる。
- 落杣神社（五條市黒駒町）　- 現在は御霊神社内
- 高天山佐太雄神社（五條市大沢町）
- 高天岸野神社（五條市北山町）
- 一尾背神社 （五條市北山町）

吉野郡 10座 大5座 小5座
- 吉野水分神社（吉野郡吉野町吉野山子守）
大和国四水分社の一つ。『続日本紀』によれば、文武天皇2年（698年）4月戊午29日の条に、「芳野の水分峯の神」に黒馬を奉って、雨を祈ったとある（『続日本紀』巻第一）。これが現在の吉野水分神社の源流であると考えられている。この時は現在、神社がある吉野山子守ではなく、分水嶺である青根ヶ峰付近に位置していたとされる。現在の場所に遷座したのは、大同元年（806年）頃と考えられる（神社・寺院の封戸について列記した『新抄格勅符抄』に吉野水分神社に一戸とある）。その後「ミクマリ」「ミコモリ」さらに「コモリ」と転訛して、水の神から子どもを授ける神「子守明神」として平安時代頃から信仰されるようになった。
- 吉野山口神社（吉野郡吉野町山口） - 貞観元年(859年）正月27日正五位下（三代実録）。
- 大名持神社（吉野郡吉野町河原屋） - 貞観元年(859年）正月27日正一位下（三代実録）。
- 丹生川上神社
丹生川上神社中社（吉野郡東吉野村小）
丹生川上神社上社（吉野郡川上村迫）
丹生川上神社下社（吉野郡下市町長谷）
- 金峯神社（吉野郡吉野町吉野山）
- 高桙神社（吉野郡吉野町山口）
元は竜門岳山頂に鎮座していたが、正中年間（1324-26）に山麓に。文亀3年（1503年）に現在の吉野山口神社境内の東北に遷宮。
- 川上鹿塩神社
式内川上鹿塩神社（奈良県吉野郡吉野町樫尾）
大蔵神社（吉野郡吉野町国樔）
- 伊波多神社（吉野郡天川村和田）
- 波寶神社（五條市西吉野町夜中）
- 波比賣神社（吉野郡下市町栃原）

#### 平安時代
平安時代に入ると天皇の吉野への行幸は途絶えたが、879年（元慶3年）に清和上皇が名山仏龍巡礼で龍門寺を、宇多上皇が山寺巡礼で898年（昌泰元年）に龍門寺を、900年（昌泰3年）に金峯山寺を訪れている。
また役小角が開いた修験道は、一時途絶えていたが、平安時代前期、弘法大師空海の孫弟子にあたる真言宗の僧・聖宝（天長9年(832年) - 延喜9年(909年)）が、大峯山で修行を行い同地の修験道を再興している。聖宝は、吉野川の六田に渡しを作り、参詣路を整備し、お堂を建て、如意輪観音、多聞天、金剛蔵王菩薩を安置したという。この頃から金峯山は山岳信仰に密教、末法思想、浄土信仰などが融合して、多くの人々の信仰を集めることとなった。
この大峯山は、中国の後周時代（951年- 960年）に書かれた『義楚六帖』にも登場し、女人禁制などの記述がある。
その後、1007年（寛弘4年）8月に藤原道長の一行が金峯山に参詣して以来、皇族・貴族層の金峯山への参詣が盛んに行われるようになる。世に言う「御嶽詣（みたけもうで）」と呼ばれるもので、前行として五十日または百日に及ぶ「御嶽精進（みたけそうじ）」を行ってから金峯山（＝御獄）に参詣する習わしである。以下に金峯山寺または金峯山に参詣した人物を列記する。
- 藤原斉信（1015年（長和4年））
- 藤原頼通（1049年（永承4年））
- 藤原師通（1088年（寛治2年）、1090年（寛治4年））
- 白河上皇（1092年（寛治6年））

### 中世

#### 修験道の発展
大峯修験道は平安時代前期に再興されて以来、中世にかけて大きく発展する。特に「当山派」と「本山派」の2つの派が互いに競い修験を隆盛させた。
- 当山派 -  真言宗系。醍醐寺三宝院の聖宝を開祖とする。先に述べたように、聖宝は参詣路を整備し、お堂を建て、如意輪観音、多聞天、金剛蔵王菩薩を安置したという。また小篠（おざさ） に伽藍を建立し、鳥住（吉野郡下市町）に鳳閣寺を建てたと伝わる。当山派では、奥駆道は逆峯（吉野→大峯→熊野）を通る。

- 本山派 - 天台宗系。園城寺（三井寺）聖護院の円珍を開祖とする。1090年（寛治4年）の白河法皇の熊野御幸の先達をつとめた聖護院の増誉僧正が、その功を認められ、熊野三山の検校職に補されてから、聖護院は熊野を根拠にした山伏を傘下に集めた。のちに勢力は金峯山まで及び、役小角の正当性をもって任じ、本山派と称した。本山派では奥駆道は順峯（熊野→大峯→吉野）を通る。

大峯修験道では、蔵王権現の信仰が根本であったが、地主神の金峯神社、吉野水分神社、吉野山口神社の三式内社に対する信仰も厚く神仏習合が行われていた。また「山上一体山下三体の蔵王」といわれ、山上に一体、山下に三体の蔵王権現が祀られていた。衆徒は春夏には山上に上がり社堂を守護し、冬は吉野山に下って庵を結んだ。『金峯山古今雑記』によれば、1534年（天文3年）に一向衆徒の焼き討ちにあうまで、山上にあっては山上蔵王堂の他に三六坊があったという。また山下にも大小多数100を超える院坊があったとされる。これらは時代によって多少の増減はあるが、当時の興隆ぶりを伝えている。
この大峯修験道を支えたのは、全国の信者たちで、彼らはそれぞれ講を組織し、夏季には先達に率いられて山上へと登った。現在でも金峯山寺で行われている花供懺法会式にも各地（東は関東から西は中国地方・四国）から多くの修験者たちが集まり信仰を支えた。また11世紀頃から、有力社寺へ田地を寄進する動きが活発となり、金峯山寺も大峯山系周辺以外にも多数の寺領を有することになる（詳しくは荘園 (日本)または寄進地系荘園を参照）。
古代から中世にかけて寺社では、僧兵を抱えていたが、金峯山寺でも同様に吉野大衆と呼ばれる僧兵を抱えている。山法師（延暦寺）、奈良法師（興福寺）ほどの勢力ではなかったが、史上に時折登場している。古いところで1028年（長元元年）に、大和守藤原保昌の圧政を訴えて上洛している（日本紀略、左経記）。吉野大衆は事が有れば、勝手神社の御輿を担いで、示威行動をもって都に強訴のために出向いた。また他の寺社同様に領地的な勢力を拡大する中で、軍事組織としても機能して行くことになる。

#### 周辺勢力との関係
平安時代以降から鎌倉時代後期にかけての周辺勢力との関係

##### 興福寺
吉野の龍門寺は、龍蓋寺（＝岡寺）とともに、興福寺の僧が二寺の別当を兼務し、興福寺の末寺となっていた。その後、興福寺別当が龍門寺別当をも兼務することになり、龍門寺周辺は興福寺の寺領となっている。
金峯山検校職には興福寺関係の僧侶が入り、金峯山寺はその傘下に入ったが、完全な支配下に入ったわけではなく、時折、金峯山寺と興福寺との間で争いごとが起こっている。1114年（永久2年）3月30日には、興福寺大衆は金峯山別当のことで争い神木を擁して京師へ上ろうとしたので、関白藤原忠実が長者宣を下し、これを慰諭してことなきを得ている（『中右記』）。しかし、これが起因したことかは不明だが、1126年（大治元年）には、金峯山寺衆徒が蜂起し、また1145年（久安元年）には興福寺僧が金峯山寺を攻め両寺の僧徒が戦ったことが『台記』に出てくる。

##### 多武峰
多武峯寺（現在の談山神社）は、寺伝によると藤原鎌足の死後の天武天皇7年（678年）、長男で僧の定恵が唐からの帰国後に、父の墓を摂津安威の地から大和の地に移し、十三重塔を造立したのが発祥と伝えられる。以後、講堂（現在の拝殿）、祠堂（現在の本殿）が建立され聖霊院と号した。その後、藤原氏の繁栄と共に発展を遂げたが、平安時代に天台僧の増賀を迎えたことから、同じ大和国の藤原氏縁の寺院でありながら、宗派の違う興福寺とは争いが絶えなかった。（詳しくは談山神社を参照）。吉野郡とは、龍門岳（または音羽三山）から西へと伸びる稜線を北に越えた位置にあり、細峠（現在の奈良県道37号線、鹿路トンネル付近）または竜在峠を通じて結ばれていた。
多武峯寺は上記の理由で興福寺と争っていたが、金峯山寺との間でも争いがあり、1208年（承元2年）に金峯山衆徒が多武峰寺を襲い、堂舎僧坊を焼き払い鎌足の御影像まで焼失したという（『猪隈関白日記』）。

##### 高野山
紀伊半島南部は、重畳（ちょうじょう）たる山岳地帯であり、近世に至るまで、大和国、紀伊国、伊勢国との国境は明白でなかった。一方で吉野山金峯山寺が勢力を拡大して行く中で、西に位置し紀伊国にある高野山金剛峯寺とも寺領を巡り争いが起こっている。
1141年（永治元年）に、金峯山寺は金剛峯寺に対して「金峯山寺領遠津川郷中津川村」の利権を侵害したとして抗議している。この中津川村は、現在の野迫川村中津川で、遠津川郷は十津川村と思われるが、この当時は現在の十津川村の地域まで発展しておらず、今の大塔村（現在の五條市大塔町）、野迫川村あたりが、ここでいう「遠津川郷」であったようである。遠津川郷は金峯山寺の寺領であったのは確かだったが、遠津川郷と高野山領との境界は明確でなく、その地域に杣人（そまびと）が入り込み、新しく中津川村が出来たので、その所属を巡り争いが起こったようである。その他にも吉野執行春賢らが、高野山領をかすめて境界の標木を高野山奥院の近くに建て、ここでの鹿狩りをしたり、遠津川郷人が高野山領の大滝村（高野山奥院より南へ4kmほど）・花園村（現在のかつらぎ町大字花園）にまで入り込み牓示を立て、十津川郷の公事を勤めるよう強制するなどして、堪忍出来なくなった高野山側が1218年（建保6年）に朝廷に訴え出ているが、明確な決着は得られなかった（高野山文書、高野春秋）。
その後、1267年（文永4年）の「十津川十八郷庄司等起請文案」（高野山文書）では、野川・中津川の山民が今後、高野山領を犯さないこと、狩猟をしないこと、もし制止して聞き入れないために殺されても遺恨に思わないことを誓わせている。（ここで言う野川、中津川は今日の野迫川村のうちであると思われるが、十津川十八郷に含まれるかは不明）。その後も、この辺りの大和国、紀伊国の境界は未決定のまま入会地として近世まで続くことになる。

##### 大和源氏
大和源氏の源流である源頼親は、藤原道長に仕える侍で、11世紀はじめに大和守に任ぜられた。だが、当時の大和国の大和平野（奈良盆地）北部は興福寺の勢力下にあり、頼親の拠点は大和平野南部が中心となった。国府は高市郡内にあったとされる。一方で大和国の南部といっても吉野川（紀ノ川）より南は修験道の根本であったため、頼親の勢力は高市郡から宇智郡の範囲に限られた。頼親は高市郡と宇智郡に私領を設けている（『前田本右記』）が、この高市郡越智庄と宇智郡宇野庄がのちの越智氏と宇野氏の起源となる。なお、源頼親と子頼房（加賀守）は興福寺と争い頼親は土佐国に、頼房は隠岐国に流されている（『扶桑略記』）。
頼房の子、頼俊（陸奥守）は、摂政家の要職にあり延久蝦夷合戦で活躍した。頼俊は栄山寺領を侵し、その所領を宇智郡から葛上郡に拡げ、その子である頼治は、大和国に居住し宇智郡を中心に一族の土着がはじまった。さらに頼治の孫、親治（名乗りは「宇野七郎親治」）は、保元の乱の顛末を描いた軍記物語『保元物語』に登場する。
源頼俊の外孫で、源師任（父、源師時）という武士が宇智郡に所領を有していたが、師任は頼俊から譲られた所領を興福寺に寄進した。しかし、興福寺の課役が厳しく、改めて金峯山寺に寄進するという二重寄進の結果になった。この頃、興福寺と金峯山寺は争っており、憤慨した興福寺僧兵が、金峯山寺を攻めた。師任は金峯山を下り、宇智郡に潜伏するが、これを知った金峯山寺衆徒は、師任を捕らえようと、1146年（久安2年）に宇智郡に乱入し、郡司藤原頼金と戦ったとされる（『本朝世紀』）。この後の動静は明らかではないが、金峯山寺勢力が宇智郡に浸透し、栄山寺領をも横領していた例証が残っている（『栄山寺文書』）。
1180年（治承4年）に以仁王と源頼政が打倒平氏のための挙兵を計画し、諸国の源氏や大寺社に蜂起を促す令旨を発したが、準備不足のために露見し、追討を受け以仁王と頼政は宇治平等院の戦いで敗死、早期に鎮圧された（詳しくは以仁王の挙兵を参照）。この時、金峯山寺は源氏に味方している。また親治の子である宇野氏の宇野太郎有治、次郎清治、三郎義治、四郎業治らが源氏に味方した（『源平盛衰記』）。敗れた頼政一党の一部は吉野に逃れたが、平清盛による頼政一党の捜索はきびしく、相次いで捕らえられている。
なお、宇野氏は宇野頼基（親治の四男）の頃に最盛期を迎えるが、宇野氏は一族同士の争いもあり鎌倉時代の半ばには衰退する。また、この後も金峯山寺と宇野庄との関係は複雑に続いていくことになる。

#### 義経と吉野
治承・寿永の乱（1180年（治承4年）から1185年（文治元年））の後、兄源頼朝と対立した源義経は、京を落ちて九州行きを図る。1185年（文治元年）11月6日には摂津国大物浜から九州へ船出しようとしたが、途中暴風に遭い難破し軍兵のほとんどと離散し、義経は摂津に吹き戻されてしまう。義経郎党と愛妾・静御前らは頼朝の捜索網をくぐり抜け、吉野山に身を隠したが、ここでも追討を受け義経は静御前と別れて、義経らは東国へと脱した（『吾妻鏡』）。（吉野山での出来事は静御前を参照）。
この逸話は後世、江戸時代中期に「義経千本桜」として劇作化された（詳しくは義経千本桜を参照）。また義経縁の地には、様々な伝承を残している。その一つとして、義経が牛若丸と称した幼少の時に、平治の乱に敗れて、父源義朝は東に敗走した。この時、牛若丸は生母の常盤御前に抱かれて、母の郷なる龍門郷牧の地（現在の宇陀市大宇陀牧）にしばしば落ち延びたという伝承がある。

#### 平家の落人と吉野
平家の落人は、治承・寿永の乱において敗北し、平家一門およびその郎党、また縁のある者らが、僻地に逃れ住み着いたとされる伝承であるが、現在の吉野郡にも、それらの伝承が残っている。
野迫川村平（たいら）は、平維盛がその生涯を終えた場所とされ、また十津川村五百瀬には維盛の墓と伝えられる祠がある（詳しくは平維盛を参照）。
また上北山村の始祖は、平氏の末族だったと言い伝えられ、村内には平氏と縁のある寺院が多数あり、一門が遺した仏像や古文書が所蔵されている。その寺の一つ景徳寺で毎年1月8日に行われている弓矢祭り（県指定無形民俗文化財）は、平家一門が再興を願い、練式を行っていたことに因むものである。この他に隣接する下北山村や和歌山県の北山村などにも平家伝説が伝わる。
尚、上北山村と下北山村は、元は紀伊国牟婁郡の一部であったが、後に吉野郡に編入された。

### 鎌倉時代から江戸時代まで
鎌倉時代後期には、後醍醐天皇の皇子である護良親王が吉野山で倒幕の兵を挙げる。吉野城では幕府軍との激しい戦いが行われ、村上義光が壮絶な死を遂げている（吉野城の戦い）。
後醍醐天皇は幕府滅亡後に京都で建武の新政を開くが、南北朝時代には吉野へ移り、皇居や行政機関を置いて吉野朝廷（南朝）が成立した。南朝は吉野町の吉野山を中心とするが、旧西吉野村には行宮としての賀名生皇居があった。川上村にも伝承地がある。南北朝統一後、室町時代にも後南朝勢力の活動地となった。
戦国時代の天文年間には、伊勢国の北畠晴具が大和に進出し、吉野を支配下に入れている。だが、これにより大和諸国人との対立が発生し、筒井氏・越智氏・十市氏・久世氏らと合戦に及んでいる。
江戸時代初期には、1614年に徳川家康の顧問を務めた天海の支配下となった。なお、1706年（宝永年3）刊行の『風俗文選』（森川許六・選）には「芳野の賦」の項があり、吉野に関する名所、短歌などが記載されている。

## 交通

### 鉄道
JR
- 和歌山線

近畿日本鉄道
- 近鉄吉野線

### 道路
- 国道24号
- 国道168号
- 国道169号
- 国道309号
- 国道370号
- 国道425号

## 吉野と桜
桜の名所として知られヤマザクラが多い。花札の絵柄のひとつ「桜に赤短」には、この地域をさす「みよしの」の文字が描かれている。
なお、ソメイヨシノは江戸時代に江戸の染井村から「吉野桜」として広まったものの、明治時代に吉野の桜とは異なることが明らかになって新たに命名されたものである。

## 備考
- 和文通話表で「よ」を送る際、吉野のヨという。